# Псьол
Река Псьол (на руски: Псёл; на украински: Псьол, Псел, Псло) е река в Русия (215 km) и Украйна (502 km) с обща дължина 717 km, ляв приток на Днепър. Тя е третият по дължина приток на Днепър след Десна и Припят и 104-тата река по дължина в Русия.

## Географска характеристика

### Извор, течение, устие
Реката води началото си от западните склонове на Средноруското възвишение на 246 m н.в., на 4 km североизточно от с. Пригорки, Прохоровски район на Белгородска област на Русия. Тече в западна посока през Белгородска и Курска област на Русия, през западните части на Средноруските възвишения. При село Горнали напуска пределите на Русия и навлиза на територията на Украйна, Сумска област. Преминава през град Суми и завива на югозапад през Приднепровската низина. При град Хадяч, Полтавска област завива на юг и запазва това си направление до устието си. Влива се отляво в река Днепър, при 564 km от устието на последната, в „опашката“ на Камянското водохранилище на около 10 km югоизточно от град Кременчук, Полтавска област, на 62 m н.в.
Долината на реката в горното ѝ течение (до град Суми) е тясна, дълбока, със стръмни склонове. След град Суми ширината ѝ достига 10 – 15 km, а в долното течение – до 20 km. Тя е асиметрична с висок до 30 – 70 m десен бряг и полегат ляв. В средното и долното течение на места долината е заблатена, разчленена от много старици, протоци и меандри.

### Водосборен басейн, притоци

#### Водосборен басейн
Площта на водосборния басейн на Псьол е 22 800 km2, което представлява 4,52% от водосборния басейн на река Днепър и се простира на територията на 4 области – Белгородска и Курска област в Русия, Сумска и Полтавска област в Украйна. На запад и северозапад водосборният басейн на река Псьол граничи с водосборния басейн на река Сула (ляв приток на Днепър, на север – с водосборния басейн на река Сейм (ляв приток на Десна), на изток – с водосборния басейн на река Дон, а на югоизток – с водосборния басейн на река Ворскла (ляв приток на Днепър).

#### Притоци
Река Псьол получава множество притоци, но само един е с дължина над 100 km – река Хорол (десен) 311 km, 3340 km2 водосборен басейн, влива се при село Попивка, Полтавска област, Украйна.

### Хидроложки показатели
Поради малкия надлъжен наклон – 0,23 m/km течението ѝ е спокойно, със скорост до 2 km/h. Коритото ѝ е с много извивки, с ширина от 30 до 100 m и дълбочина от 2 до 4 m. В горното и средното течение има множество плитки участъци. Дъното е пясъчно, а на заливните тераси – глинесто. Има множество пясъчни плажове. Среден годишен воден отток на 36 km от устието – 55 m3/s. Реката замръзва в началото на декември, а се размразява в края на март. Подхранването е предимно снегово. Минерализацията на водата е със следните показатели: през пролетното пълноводие – 632 mg/dm³; през лятно-есенното маловодие – 713 mg/dm³, а през зимното маловодие – 749 mg/dm³.

## Селища
По течението на реката са разположени 3 града и множество села:
- Русия

- Курска област – Обоян;

- Украйна

- Сумска област – Суми;
- Полтавска област – Хадяч.

## Стопанско значение
Течението на реката е урегулирано чрез множество микроязовири и шлюзове регулатори както в Русия, така и в Украйна. Водата на реката се използва за селскостопански, битови и промишлени нужди, а в долината ѝ за разположени обширни обработваеми земеделски земи. Развит риболов.